# Pamela Gidley
Pamela Catherine Gidley (Methuen, 11 de junio de 1965 – Seabrook, 16 de abril de 2018) fue una actriz y modelo estadounidense. Hizo su debut como actriz en la película de 1986 Thrashin'. Falleció en su hogar en Seabrook, Nuevo Hampshire, el 16 de abril de 2018, en circunstancias que aún no han sido aclaradas.

## Filmografía

### Cine
| Año  | Título                         | Papel                      | Notas                 |
| ---- | ------------------------------ | -------------------------- | --------------------- |
| 1986 | Thrashin'                      | Chrissy                    | Debut cinematográfico |
| 1987 | Dudes                          | Elyse                      |                       |
| 1987 | Cherry 2000                    | Cherry 2000                |                       |
| 1988 | The Blue Iguana                | Dakota                     |                       |
| 1988 | Permanent Record               | Kim                        |                       |
| 1990 | The Last of the Finest         | Haley                      |                       |
| 1990 | Disturbed                      | Sandy Ramirez              |                       |
| 1991 | Highway to Hell                | Clara                      |                       |
| 1991 | Liebestraum                    | Jane Kessler               |                       |
| 1992 | Twin Peaks: Fire Walk with Me  | Teresa Banks               |                       |
| 1992 | Love Is Like That              | Eloise                     |                       |
| 1993 | Paper Hearts                   | Samantha                   |                       |
| 1994 | Freefall                       | Katy Mazur                 |                       |
| 1994 | S.F.W.                         | Janet Streeter             |                       |
| 1994 | The Crew                       | Jennifer Pierce            |                       |
| 1996 | The Little Death               | Kelly Hannon               |                       |
| 1997 | Aberration                     | Amy Harding / Alex Langdon |                       |
| 1997 | Kiss & Tell                    | Beta Carotene              |                       |
| 1997 | Bombshell                      | Melinda Clark              |                       |
| 1997 | The Maze                       | Bertha                     |                       |
| 1998 | Mafia!                         | Pepper Gianini             |                       |
| 1998 | The Treat                      | Dolly                      |                       |
| 1999 | Liar's Poker                   | Linda                      |                       |
| 2000 | The Little Vampire             | Dottie Thompson            |                       |
| 2000 | Goodbye Casanova               | Hilly                      |                       |
| 2001 | True Blue                      | Beck                       |                       |
| 2001 | Puzzled                        | Susan                      |                       |
| 2002 | Luster                         | Alyssa                     |                       |
| 2002 | Landspeed                      | Linda Fincher              |                       |
| 2005 | Cake Boy                       | Becky                      |                       |
| 2014 | Twin Peaks: The Missing Pieces | Teresa Banks               | Última aparición      |

### Televisión
| Año       | Título                         | Papel                   | Notas            |
| --------- | ------------------------------ | ----------------------- | ---------------- |
| 1986      | MacGyver                       | Gina                    | 1 episodio       |
| 1987      | Crime Story                    | Teddi Butler            | 1 episodio       |
| 1987-1988 | Tour of Duty                   | Nikki Raines            | 3 episodios      |
| 1988      | Glory Days                     | Diane                   | Telefilme        |
| 1990      | Blue Bayou                     | Deanie Fortenot Serulla | Telefilme        |
| 1992      | Angel Street                   | Dorothy Paretsky        | Telefilme        |
| 1992      | Angel Street                   | Dorothy Paretsky        | Papel recurrente |
| 1995-1996 | Strange Luck                   | Audrey Westin           | 17 episodios     |
| 1997-2000 | The Pretender                  | Brigitte                | 17 episodios     |
| 1998      | Man Made                       | Kitty                   | Telefilme        |
| 2000-2002 | CSI: Crime Scene Investigation | Teri Miller             | 5 episodios      |
| 2000      | Goodbye Casanova               | Hilly                   | Telefilme        |
| 2003–2004 | Skin                           | Barbara Goldman         | 6 episodios      |
| 2006      | The Closer                     | Annalisa Mundy          | 1 episodio       |